# Ansbach Triesdorfer
L'Ansbach Triesdorfer est une race bovine allemande.

## Origine
Elle provient d'un croisement datant du milieu du XVIIIe siècle entre Holstein, Fleckvieh et Braunvieh en Franconie. À la fin du XIXe siècle on comptait 190 000 animaux jusqu'en France et en Angleterre. Elle fait partie des races à très petits effectifs en danger de disparition. (moins de 150 individus en 2000)

## Morphologie

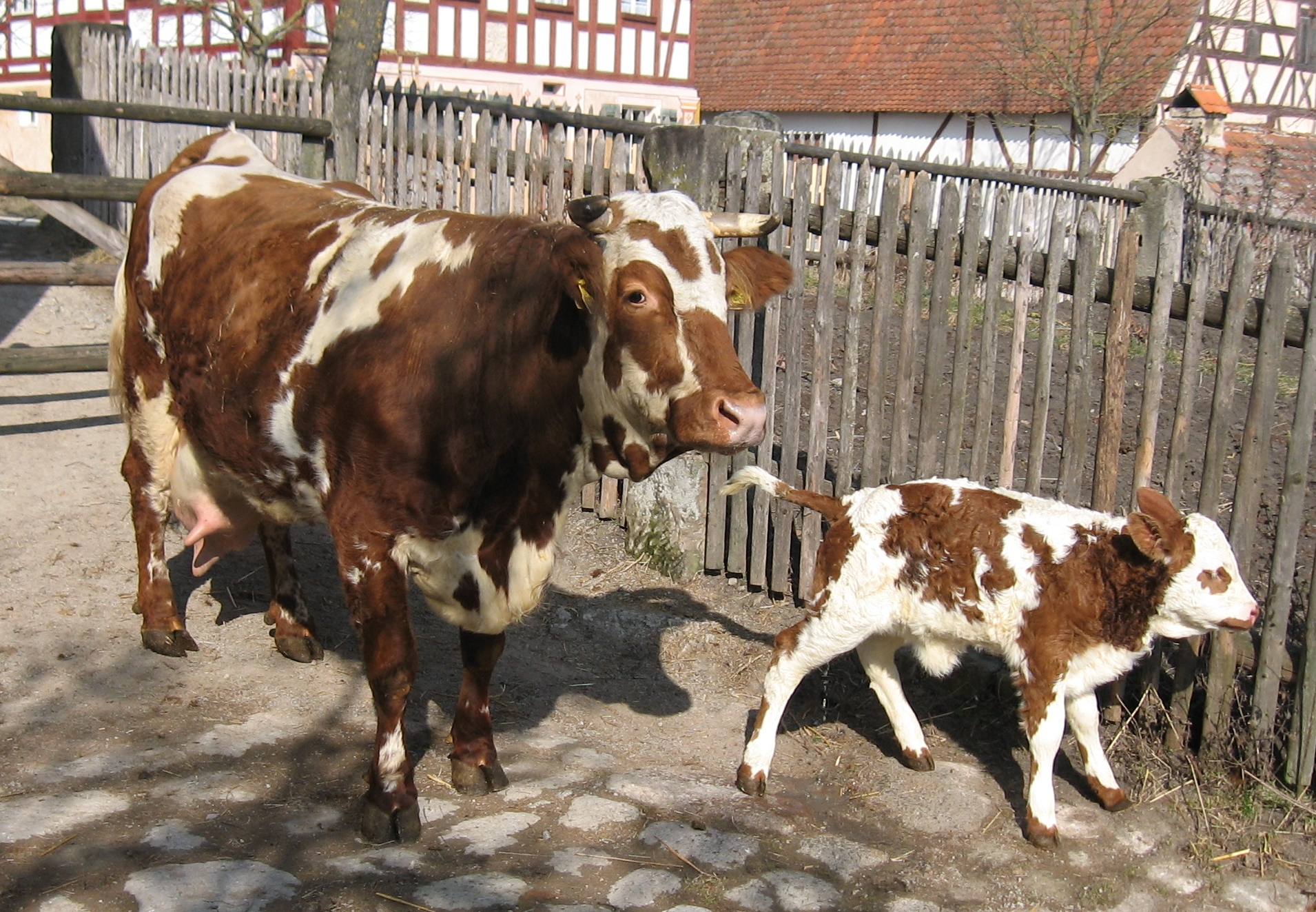
Au musée « Freilandmuseum Bad Windsheim »

Elle porte une robe pie rouge, avec de courtes cornes et des muqueuses claires. 
C'est une race de grande taille. Les vaches mesurent 140 cm au garrot pour 700 kg et les taureaux 1 100 kg pour 150 cm. Elle a une stature massive et puissante.

## Aptitudes
C'est une race classée mixte mais les éleveurs actuels utilisent la capacité laitière à l'allaitement des veaux. L'élevage vise à maintenir les effectifs en gérant au mieux la consanguinité.